# Karloman 2. af Frankrig
 Der er flere personer med dette navn, se Karloman.
Karloman 2. (866–884) var konge af Det Vestfrankiske Rige, en forgænger for nutidens Frankrig, fra 879 til 884.
Karloman var søn af Ludvig den Stammende. Ved faderens død i 879 deltes riget mellem Karloman 2. og broderen Ludvig 3. Ved broderens død i 882 arvede han også dennes del af riget.

## Eksterne links
- Wikimedia Commons har flere filer relateret til Karloman 2. af Frankrig